# Famille Pongrácz
Pongrácz de Szentmiklós et Óvár (szentmiklósi és óvári Pongrácz en hongrois) est le patronyme d'une ancienne famille de la noblesse hongroise . Elle a donné de nombreuses branches, dont une portant le titre de baron (1608) et une autre celui de comte (1743).

## Origines
La famille Pongrácz est originaire du comitat de Liptó. Elle remonte à Palkó Hauk cité dans un don du roi André II de Hongrie en 1230. Il est le père de Lőrinc, cité comme comte (comes) et noble chevalier Bohémien qui participe à la bataille de Mohi contre les Mongols en 1241. Ce dernier a comme fils Bogomér, cité comme főispán en 1286 et à l'origine de trois grandes ramifications de la famille, et de  Szerefel (fl. 1263), père de András (fl. 1286) et de  Miklós (fl. 1286), fondateur de la famille Pottornyay de Pottornya et Csáth. Ce dernier András est le père de Pongrác Ier Pongrácz qui reçoit en 1360 la terre de Szentmiklós avec droit de commerce (vásárjog), lui-même père de András Pongrácz de Szentmiklós (fl. 1360-1391).

## Histoire
Selon l'historien Ivan Nagy, la famille Pongrácz à des origines tchèques (de Liptó).La lettre d'anoblissement de Lorinz Comes est le plus ancien document connu les concernant. Elle date de 1241. À cette époque, le roi Béla IV de Hongrie donna aux deux fils de Lorinz, Serefil et Bogomér, le village de Zent-Miklós, Saint Nicolas en français, aujourd'hui Tchynadiyovo dans la région de Chynadiiovo (Чинадійово) en Ukraine. Ce village, devenu ville au fil du temps, porte toujours les traces de l'influence de la famille Pongrácz. En effet, en 1443, les Pongrácz ont fait ériger une fortification, dont une section subsiste encore de nos jours, témoignant de leur présence historique et de leur impact durable sur la région. La fortification en question est  le château de Tchinadiïvskiy aussi appelé château de Szentmiklós. C'est du nom de ce village que cette famille tirera son nom (Pongrácz de Szentmiklós et Óvár). 
Dans l'incapacité de rembourser ses dettes contractée auprès des Pongrácz, soit 12 000 florins d'or, le roi Ladislas Ier de Bohême céda à Pongrácz II les châteaux de Sztrecsno (aujourd'hui Strečno en Slovaquie) et de Ovár (aujourd'hui Olováry en Slovaquie). C'est ainsi que naquît la branche des Pongrácz de Szentmiklós et Óvár.  À la même époque, Pongrácz II contrôlait aussi les châteaux de Blatnicza (aujourd'hui Blatnica en Slovaquie) et le château de Berencs (aujourd'hui Branč en Slovaquie).
En 1479, Istvan Pongrácz et d'autres familles nobles s'opposèrent au roi Matthias Ier de Hongrie lorsque ce dernier occupa de force la forteresse d'Ugrócz (aujourd'hui Uhrovec en Slovaquie).

## Étymologie
L'étymologie du nom de famille hongrois "Pongrácz" mérite que l'on s'y intéresse. Ce nom est dérivé de "Pongrác", la forme hongroise du nom ecclésiastique "Pankratz", lui-même une adaptation vernaculaire du latin "Pancratius". L'origine de ce nom remonte au grec ancien "Pankratios", issu des mots "pan", signifiant "tous" ou "chaque", et "kratein", qui signifie "conquérir" ou "soumettre". Cette combinaison traduit l'idée d'un "lutteur acharné", symbolisant la force et la domination totale.
Dans le contexte de la société médiévale, où les compétences martiales et la bravoure au combat étaient des attributs essentiels pour la noblesse, les Pongrácz étaient alors considérés comme de redoutables combattants. Leur nom était un reflet de leur statut et de leurs capacités au sein de la hiérarchie féodale, symbolisant non seulement leur lignage noble mais aussi leur rôle en tant que protecteurs et leaders au combat.
Ainsi, l'étymologie du nom "Pongrácz" nous offre un aperçu de l'importance des qualités guerrières dans l'aristocratie médiévale hongroise. Elle souligne comment un nom pouvait représenter non seulement l'identité d'une famille, mais aussi ses qualités les plus admirées et valorisées, incarnant l'essence même de ce que signifiait être un guerrier noble dans la Hongrie médiévale.

## Membres notables
- János Pongrácz (fl. 1368), fils de Pongrác Ier, il est évêque de Csanád.
- Pongrácz II Pongrácz de Szentmiklós (fl. 1440-1458), főispán de Liptó.
- Pongrácz II Pongrácz (fl. 1508), capitaine de Bajmóc.
- István Pongrácz de Szentmiklós et Óvár, capitaine de Szakolca (1447-80). Fondateur de la branche principale.
- Pongrác IV Pongrácz de Szentmiklós et Óvár, capitaine du château de Vienne (1487), capitaine de la ville de Bajmóc (1508).
- Pongrácz V Pongrácz, gouverneur de la forteresse de Bajmóc (1577). Fondateur de la branche de Ung-Szatmár.
- Péter Pongrácz, alispán de Liptó et député du comitat (1621-1646). Fils du précédent.
- Saint Étienne Pongrácz (1582–1619), martyr jésuite, canonisé par Jean-Paul II (1995).
- Máté Pongrácz (†1570), capitaine du roi (királyi kapitány).
- Ferenc Pongrácz, colonel Kuruc (1707).
- baron Imre Pongrácz (hu) (1654-1724), chanoine d'Esztergom, évêque de Zsámbék.
- Lajos Pongrácz (hu) (1815-1899), écrivain, poëte, commandant d'artillerie, chambellan KuK, alispán de Hont.
- László Pongrácz (hu) (1824-1890), lieutenant-colonel de la Honvéd, lieutenant-général KuK.
- István Pongrácz (hu) (1821-1900), chambellan Imperial et Royal, chef d'état-major du général József Nagysándor, général KuK.
- Elemér Pongrácz (hu) (1862-1944), trésorier de l'Assemblée, écrivain, journaliste, historien et directeur du musée.
- Arthur von Pongracz (1864-1942), cavalier autrichien.
- Dániel I Pongrácz (1550-1616), est gratifié du titre de baron hongrois en 1608.
- Gáspár Pongrácz, chambellan impérial et royal, conseiller privé, il est titré comte hongrois en 1743.
- comte Jenő Pongrácz (1813-1891), chambellan, colonel de hussard de la Garde du corps royale hongroise.
- comte Jenő Pongrácz (1853-1913), chambellan, procureur de la Couronne.
- comte Jenő Vilmos Pongrácz (1890-1966), membre de la chambre des magnats.

## Liens, sources
- Iván Nagy: Magyarország családai, Budapest

1. 1 2 3  (hu) Nagy Ivan, Magyarország családai czímerekkel és nemzékrendi táblákkal. (Généalogie), Budapest, 1858, 6636 p. (lire en ligne), p. 400-453 du tome 9
2. 1 2  Plusieurs documents juridiques du 14 mai 1401 font déjà état de la famille "Pongrácz Zent-Miklósi".
3. ↑  (en) « Liptovský Mikuláš », sur www.slovak-republic.org (consulté le 29 janvier 2024)
4. ↑  Cession enregistrée en mai 1443
5. ↑  (en) « Etymologie du nom Pongracz », sur Site qui traite de l'étymologie de nom de famille, 9 juin 2019 (consulté le 30 janvier 2024)
6. 1 2 3  (en) « Etymologie du nom Pongratz », sur Le site par le l'étymologie du nom Pongratz qui veut dire lutteur acharné, 9 juin 2019 (consulté le 30 janvier 2024)